# Grand Fantasia
Grand Fantasia è un MMORPG gratuito (Massively Multiplayer Online Role Playing Game) creato dalla Aeria Games & Entertainment, che narra le avventure degli eroi che cercano di riportare l'armonia nel fantastico mondo di Saphael, dilaniato da una guerra che sembra senza fine.

## Modalità di gioco

Uno screenshot di Grand Fantasia.

Il giocatore potrà scegliere tra diverse classi e far salire di livello il proprio personaggio, portando a termine un'infinità di quest sparse per le diverse regioni del gioco. Potrà inoltre creare un simpatico compagno di avventure, lo Sprite, che rimarrà sempre al suo fianco e potrà raccogliere i materiali di cui avrà bisogno per fabbricare armi e armature. Le altre caratteristiche di rilievo sono i combattimenti PvP, la gestione delle Gilde e della community, le aste, una rete di supporto incredibile e la grande varietà di quest da completare con lo Sprite.

## L'inizio: la creazione del personaggio
All'inizio del gioco appare una schermata dove bisogna creare e personalizzare il personaggio e il proprio sprite. Questa e una delle fasi più importanti del gioco in quanta da questa dipende tutto l'andamento futuro del gioco (anche se andando avanti nel gioco, all'asta o con scambi con i giocatori, compriate la Borsetta Dei Trucchi, che permette di modificare l'aspetto del vostro personaggio. Solo una volta per Borsetta Dei Trucchi).

## Le classi
Ecco una breve sintesi schematica delle classi:

Novizio --> Combattente --> Guerriero --> Berserker / Paladino --> Gladiatore / Templare --> Titano / Cavaliere

Novizio --> Cacciatore --> Arciere --> Killer / Ranger --> Ninja / Cecchino --> Shinobi / Sniper

Novizio --> Incantatore --> Mago --> Negromante / Stregone --> Demonologo / Arcimago --> Shinigami / Avatar

Novizio --> Accolito --> Sacerdote --> Chierico / Druido --> Profeta / Mistico --> Arcangelo / Sciamano

### Novizio
Tutti i giocatori di Grand Fantasia iniziano la loro avventura come semplici Novizi, sull'Isola di Siwa. È lì che il personaggio muoverà i suoi primi passi come Messaggero degli Sprite! Questa piccola isola paradisiaca è il luogo ideale per imparare le basi del gioco.
Quests:

Il viaggio inizia con le quest dell'Isola di Siwa. Quando i Personaggi Non Giocanti (NPC) hanno una quest da assegnare, un libro giallo (visibile anche sulla Mappa) apparirà sopra la loro testa. Se invece stanno aspettando per assegnare la ricompensa per una quest conclusa, sulla loro testa apparirà un sacco di monete giallo.

I Novizi sceglieranno la loro classe di specializzazione a livello 5. Più avanti, lontano dall'Isola di Siwa, si specializzeranno ulteriormente, ai livelli 15, 30, 65 e 85

### Combattente
Il Combattente è una classe che fa danno fisico, Indossa un'armatura e utilizza lo scudo. Può inoltre utilizzare un numero significativo di armi, tra cui Asce, Martelli, e Spade. Come il Cacciatore, anche lui può usare archi e pistole per fare danno a distanza, ma non ha alcuna abilità specifica per il danno a distanza
Il combattente avanza a livello di Guerriero al livello 15

### Guerriero
Questa classe vanta HP alti e potenza di attacco fisico, ma MP bassi. Questa classe è in grado di utilizzare una varietà di armi e armature e scudi. La classe Guerriero ha un alto tasso di sopravvivenza che diventa anche maggiore salendo di livello. Le tre armi da mischia principali sono la spada, l'ascia e il martello. La spada è l'arma più veloce in questa classe, ma fa un danno basso. L'ascia è l'arma più potente che può usare un guerriero, ma è anche la più lenta a colpire. Il martello è l'ultimo si tratta di una media tra il danno inflitto e la velocità di attacco. Il Guerriero può avanzare a una classe successiva al livello di 30 scegliendo tra Berserker e Paladino.

### Berserker
Il berserker è il tanker secondario del gioco, esso ha un'elevata quantità di attacco fisico, molti HP e una difesa alta ma non quanto quella di un paladino. Ha delle skill quasi unicamente di attacco e all'incirca la meta sono AOE (attacchi ad area),possiede anche dei buff per aumentare l'attacco. Il berserker diventa gladiatore al livello 65 dopo la quest del maestro di classe. Il berserker come il paladino è in grado di tankare (e anche sconfiggere) da solo i boss chiaramente ha un po' più di difficoltà per il concetto di essere il secondo tanker del gioco. Il berserker essendo il secondo tanker del gioco è anche lui ricercato molto per dungeons e boss(in quanto ha un elevato attacco e un'elevata difesa).

### Paladino
Il paladino può curarsi ed eliminare i malus, ovviamente non come un chierico o un druido. Il paladino diventa templare al livello 65 dopo la quest del maestro di classe. Il paladino è capace di tankare (e anche sconfiggere) da solo alcuni boss. Il paladino è ricercatissimo per i dungeons e per i Boss (Data la sua alta difesa e la grande quantità di HP).

### Cacciatore
I cacciatori sono maestri di attacchi a distanza, in grado di usare le spade, archi e pistole. Essendo una classe a distanza, dà loro un enorme vantaggio in battaglia I cacciatori possono diventare Arcieri al livello 15

### Arciere
I cacciatori possono diventare Arcieri quando raggiungono il livello 15. Possono usare due spade a una mano, archi e pistole. L'Arciere è una classe di partenza come il guerriero, il mago... Attacca di solito a distanza e utilizza due spade, naturalmente ha gli attacchi corpo a corpo, abilità a distanza si applicano con l'arco o con il fucile ma ha alcuni appassionati che aumentano la sua velocità e la schivata che consentono di essere più efficace nel corpo a corpo.

### Ranger
Quando un Arciere arriva al livello 30, decide se diventare Killer o Ranger, questa guida è mirata su quest'ultimo, il Ranger.
Il Ranger è senza dubbio il predatore più eccezionale se parliamo di attacco fisico a distanza, purtroppo,non dispone di un'altissima difesa,ma in compenso l'elusione è buona. Come il Killer, il Ranger dispone di una skill di invisibilità e al livello 40, il Ranger ottiene anche una evocazione: una Pantera (Skill ottenibile al livello 40, "Richiamo della Natura") Il Ranger può utilizzare ovviamente l'Arco, il Fucile, Spada a due mani, Spada ad una mano.

### Killer
Il Killer è senza dubbio il cacciatore più eccezionale se parliamo di attacco fisico ravvicinato, è un tipo di classe che può usare due spade e un fucile o arco. Dispone di un'elevata elusione e ha una skill capace di renderlo invisibile anche in combattimento (cosa impossibile per altre classi).

### Incantatore
Al livello 4, otterrete la quest S una volta raggiunto il livello 5, consegnate la quest parlando con Muha. Prendere la quest Diventare Incantatore e confermare parlando nuovamente.

### Mago
Un incantatore arrivato al livello 15 diviene mago grazie a una quest presso il maestro di classe. Il mago dispone di un alto attacco magico ma scarsa difesa, possiede 2 skill bloccanti (prigione delle lame danzanti e giogo stregato),una skill da lontano (freccia stregata), una skill (nube tossica d'Islanda) che causa danni ai nemici vicini, ed infine una skill a combo dotata di un ampio raggio che colpisce più avversari vicini fra loro (raggio di vertigini).

### Negromante
Quando un Mago arriva al livello 30, decide se diventare Stregone o Negromante, questa guida è sul Negromante. Il Negromante è una classe specializzata sulle invocazioni, che stando quasi sempre vicino a lui lo aiutano nei combattimenti, inoltre possiede molti debuff e ha una skill che permette di risucchiare la vita dall'avversario. Possiede molto Attacco Magico ma non quanto uno Stregone. Le armi che si possono utilizzare con questa classe sono ovviamente i Bastoni e le Reliquie. Il negromante usa attacchi di tipo oscuro ed ha una skill che aumenta la schivata, gli attacchi richiedono una di una carica abbastanza lunga quindi il negromante e un po' lento nel finire un avversario. Il Negromante ha skill che danno debuff di tutti i tipi, quindi sono molto fastidiosi in arena, visto che immobilizza e non fa "skillare" l'avversario

### Stregone
Lo stregone e la classe con l'attacco magico più alto del gioco ma scarsa difesa, usa il potere di 3 elementi: Fuoco, fulmine e ghiaccio (è l'unica classe in grado di usare questi elementi), rispettivamente gli attacchi hanno un tempo di carica ed un consumo di mana alto per gli attacchi infuocati, medio per quelli elettrici e basso per quelli di ghiaccio. Gli strumenti adatti a questa classe sono il bastone e la reliquia. Lo stregone e una delle classi più complicate da usare, data la sua scarsissima difesa egli deve fare in modo di bloccare e confondere l'avversario in modo tale che il nemico non si avvicini. Di fatto possiede molte skill che confondono l'avversario. Infine lo stregone può colpire una vasta area con più nemici,ed ha due skill a combo che aumentano la velocità di esecuzione delle abilità ed il tasso dei critici magici.

### Accolito
Al livello 4, otterrete la quest Scegli la tua classe da Babama Una volta raggiunto il livello 5, consegnate la quest parlando con Muha. Prendere la quest Diventare Accolito e confermare parlando nuovamente a Muha. Complimenti: Accolito. Si passa automaticamente fino al livello 6.

### Sacerdote
Il Sacerdote è una classe che ha un sacco di vita, e un sacco di difesa e attacco, soprattutto magica. Questa è principalmente una classe di cure e protezione, il sacerdote ha due tecniche di attacco e il resto sono usati per curare e proteggere.

### Druido
Al livello 30 quando si è Sacerdoti è possibile scegliere tra 2 classi: Il Druido e il Chierico.
Il Druido è una classe in grado di controllare la natura e trasformarsi in 3 animali ognuno con le proprie caratteristiche:
L'Aquila (livello 31 e ampliamento delle skill lv 32) è una trasformazione in grado di camminare ad alta velocità e sferrare attacchi magici, non è molto utilizzata nel combattimento ma solo nel trasporto quando non si utilizza una cavalcatura.
Il Lupo (livello 34 e ampliamento delle skill livello 36) è una trasformazione basata sull'attacco critico ed è in grado di rendersi invisibile. Molto utilizzata nel combattimento soprattutto nelle arene per via dell'invisibilità e nel combattimento contro i comuni mostri/animali.
Il Gorilla (livello 38 e ampliamento delle skill livello 40) è una trasformazione basata sulla difesa. è in grado di assorbire molti danni, ovviamente non quanto il Paladino, ed è in grado di potenziarsi e debuffare il nemico. Il Gorilla è utilizzato soprattutto nei Dungeon contro i boss sia come tanker che come attaccante per via dei suoi de-buff. In forma Umana è più portato per le cure e a volte per stunnare (immobilizzare) il nemico nei duelli. Le armi consigliate per le forme lupo e gorilla sono le mazze a due mani, che danno più velocità di attacco corpo a corpo (utilizzabili solo se si possiede il talento "guerriero della giungla") e la reliquia, per le forme umana ed aquila invece è consigliabile usare bastone e reliquia. Il druido e la classe più versatile del gioco e se viene impostato bene e con i giusti talenti può fare anche dei dungeon da solo.

## Gli sprite
Di seguito sono elencati tutti i vari tipi di sprite e le loro abilità:
Sanguartello ~ Miniera / Caccia / Armature Guerriero
Lungastella ~ Miniera / Raccolta / Armi da fuoco
Belfiore ~ Miniera / Raccolta / Arco
Sanchiarore ~ Miniera / Raccolta / Scudo
Mormorluna ~ Miniera / Raccolta / Bastone
Ventombra ~ Miniera / Raccolta / Spade
Arcobaleno ~ Raccolta / Caccia / Armatura Mago
Agolampo ~ Raccolta / Caccia / Armatura Sacerdote
Fogliargento ~ Miniera / Raccolta / Caccia
Cantastella ~ Miniera / Raccolta / Martello
Solardente ~ Miniera / Raccolta / Ascia
Urlavento ~ Miniera / Caccia / Armatura Arciere

## Le cavalcature
Le cavalcature sono creature evocabili, che un giocatore può cavalcare. Si va da una cavalcatura temporanea a una permanente, e varia fino a raggiungere il 100%. Alcune cavalcature potrebbero richiedere un certo livello per poter essere utilizzate. Queste cavalcature non possono essere usate durante il combattimento nei dungeon. Quando si tenta di attaccare, o di utilizzare un oggetto (come una gemma per la reputazione) dallo zaino, scenderete dalla cavalcatura o, nel caso di cavalcatura temporanea scomparirà. Recentemente nel gioco sono state introdotte 2 nuovi tipi di cavalcatura: La cavalcatura a 2 posti, come dice il nome è in grado di trasportare ben 2 personaggi mediante invito ad un altro giocatore. Inoltre, grazie allo scalapremio MenInBlack è stata introdotta la prima cavalcatura da combattimento, in questo modo si potrà combattere senza scendere dalla cavalcatura.

## Lo zaino
Lo zaino in Grand Fantasia è un contenitore dove si possono mettere gli oggetti trovati o comprati, e dove si possono vedere i propri ori, argenti e rami. È possibile ingrandire i posti a disposizione nello zaino comprando le apposite espansioni.